# Holger Salin
Holger Salin (ur. 18 września 1911, zm. 1943 lub 1944) – fiński piłkarz grający na pozycji napastnika.
Był reprezentantem Helsingfors IFK. W barwach tego klubu został królem strzelców dwóch pierwszych sezonów ligi fińskiej, w 1930 dzieląc ten tytuł z Olofem Strömstenem, a w 1931 zdobywając go samodzielnie.
W reprezentacji Finlandii wystąpił w 22 spotkaniach w latach 1931–1943 i strzelił 4 gole. 19 sierpnia 1937 zagrał w przegranym 0:1 meczu eliminacji do Mistrzostw Świata 1938 z Estonią.
Zmarł podczas wojny kontynuacyjnej.